# Кихрей
Кихрей (др.-греч. Κυχρεύς) — персонаж древнегреческой мифологии. Царь Саламина. Сын Посейдона и Саламины, дочери Асопа. Убил змею огромных размеров, которая опустошала остров, и воцарился. Согласно Гесиоду, напротив, он вскормил змея Кихрида, которого изгнал Эврилох, а Деметра приняла змея в Элевсине.
Дал имя острову Саламину по своей матери, но также Саламин называли Кихрия. Умер бездетным и передал царскую власть Теламону. На Саламине его святилище. В Афинах ему воздавали божеские почести. Солон принес ему жертвы перед войной с мегарцами. Во время саламинского сражения появился в виде дракона.
По другой версии имел дочь Харикло.